# Clasificación de UEFA para la Copa Mundial de Fútbol de 2006
Para la Copa Mundial de Fútbol de 2006, la UEFA posee un total de catorce cupos directos, incluyendo el cupo de Alemania, reservado por ser organizador del torneo.
En la eliminatoria europea participan 51 equipos nacionales, que son divididos en 8 grupos (3 grupos de 7 integrantes; 5 grupos con 6 seleccionados). Dentro de cada grupo se realiza una liguilla con partidos de ida y vuelta.
El ganador de cada grupo se clasificaba automáticamente al Mundial. Los equipos que hayan obtenido el segundo lugar se agruparon y ordenaron en una tabla con sus puntos y diferencia de goles de los partidos de la liguilla. En los grupos de 7 integrantes no contaron los resultados con el equipo que haya obtenido el séptimo lugar del grupo. De esta nueva tabla, los dos primeros se clasificaban automáticamente a la Copa Mundial, mientras los 6 equipos restantes fueron apareados y los 3 vencedores de los partidos de ida y vuelta también participarán en el torneo.
En las tablas, los equipos en negrita se encuentran clasificados para la Copa Mundial, mientras que los que están en negrita y cursiva han pasado a través de la ronda de repesca.

## Grupo 1
| Pos. | Equipo          | Pts. | PJ | G  | E | P | GF | GC | Dif. | Clasificación        |
| ---- | --------------- | ---- | -- | -- | - | - | -- | -- | ---- | -------------------- |
| 1    | Países Bajos    | 32   | 12 | 10 | 2 | 0 | 27 | 3  | +24  | Copa Mundial de 2006 |
| 2    | República Checa | 27   | 12 | 9  | 0 | 3 | 35 | 12 | +23  | Play-offs            |
| 3    | Rumania         | 25   | 12 | 8  | 1 | 3 | 20 | 10 | +10  |                      |
| 4    | Finlandia       | 16   | 12 | 5  | 1 | 6 | 21 | 19 | +2   |                      |
| 5    | Macedonia       | 9    | 12 | 2  | 3 | 7 | 11 | 24 | −13  |                      |
| 6    | Armenia         | 7    | 12 | 2  | 1 | 9 | 9  | 25 | −16  |                      |
| 7    | Andorra         | 5    | 12 | 1  | 2 | 9 | 4  | 34 | −30  |                      |

 Fuente: [cita requerida]
| Fecha                   | Lugar              |                 |                              | Resultado |                              |                 |
| ----------------------- | ------------------ | --------------- | ---------------------------- | --------- | ---------------------------- | --------------- |
| 18 de agosto de 2004    | Skopie             | Macedonia       |                              | 3:0 (2:0) | Bandera de Armenia.          | Armenia         |
| 18 de agosto de 2004    | Bucarest           | Rumania         | Bandera de Rumania.          | 2:1 (0:0) | Bandera de Finlandia.        | Finlandia       |
| 4 de septiembre de 2004 | Tampere            | Finlandia       | Bandera de Finlandia.        | 3:0 (1:0) | Bandera de Andorra.          | Andorra         |
| 4 de septiembre de 2004 | Craiova            | Rumania         | Bandera de Rumania.          | 2:1 (1:0) |                              | Macedonia       |
| 8 de septiembre de 2004 | Andorra la Vieja   | Andorra         | Bandera de Andorra.          | 1:5 (1:3) | Bandera de Rumania.          | Rumania         |
| 8 de septiembre de 2004 | Ámsterdam          | Países Bajos    | Bandera de los Países Bajos. | 2:0 (1:0) | Bandera de República Checa.  | República Checa |
| 8 de septiembre de 2004 | Ereván             | Armenia         | Bandera de Armenia.          | 0:2 (0:1) | Bandera de Finlandia.        | Finlandia       |
| 9 de octubre de 2004    | Praga              | República Checa | Bandera de República Checa.  | 1:0 (1:0) | Bandera de Rumania.          | Rumania         |
| 9 de octubre de 2004    | Tampere            | Finlandia       | Bandera de Finlandia.        | 3:1 (2:1) | Bandera de Armenia.          | Armenia         |
| 9 de octubre de 2004    | Skopie             | Macedonia       |                              | 2:2 (1:1) | Bandera de los Países Bajos. | Países Bajos    |
| 13 de octubre de 2004   | Andorra la Vieja   | Andorra         | Bandera de Andorra.          | 1:0 (0:0) |                              | Macedonia       |
| 13 de octubre de 2004   | Ereván             | Armenia         | Bandera de Armenia.          | 0:3 (0:2) | Bandera de República Checa.  | República Checa |
| 13 de octubre de 2004   | Ámsterdam          | Países Bajos    | Bandera de los Países Bajos. | 3:1 (2:1) | Bandera de Finlandia.        | Finlandia       |
| 17 de noviembre de 2004 | Skopie             | Macedonia       |                              | 0:2 (0:0) | Bandera de República Checa.  | República Checa |
| 17 de noviembre de 2004 | Ereván             | Armenia         | Bandera de Armenia.          | 1:1 (0:1) | Bandera de Rumania.          | Rumania         |
| 17 de noviembre de 2004 | Barcelona (España) | Andorra         | Bandera de Andorra.          | 0:3 (0:2) | Bandera de los Países Bajos. | Países Bajos    |
| 9 de febrero de 2005    | Skopie             | Macedonia       |                              | 0:0 (0:0) | Bandera de Andorra.          | Andorra         |
| 26 de marzo de 2005     | Teplice            | República Checa | Bandera de República Checa.  | 4:3 (2:0) | Bandera de Finlandia.        | Finlandia       |
| 26 de marzo de 2005     | Ereván             | Armenia         | Bandera de Armenia.          | 2:1 (1:0) | Bandera de Andorra.          | Andorra         |
| 26 de marzo de 2005     | Bucarest           | Rumania         | Bandera de Rumania.          | 0:2 (0:1) | Bandera de los Países Bajos. | Países Bajos    |
| 30 de marzo de 2005     | Skopie             | Macedonia       |                              | 1:2 (1:1) | Bandera de Rumania.          | Rumania         |
| 30 de marzo de 2005     | Andorra la Vieja   | Andorra         | Bandera de Andorra.          | 0:4 (0:2) | Bandera de República Checa.  | República Checa |
| 30 de marzo de 2005     | Eindhoven          | Países Bajos    | Bandera de los Países Bajos. | 2:0 (2:0) | Bandera de Armenia.          | Armenia         |
| 4 de junio de 2005      | Ereván             | Armenia         | Bandera de Armenia.          | 1:2 (0:1) |                              | Macedonia       |
| 4 de junio de 2005      | Róterdam           | Países Bajos    | Bandera de los Países Bajos. | 2:0 (1:0) | Bandera de Rumania.          | Rumania         |
| 4 de junio de 2005      | Liberec            | República Checa | Bandera de República Checa.  | 8:1 (3:1) | Bandera de Andorra.          | Andorra         |
| 8 de junio de 2005      | Helsinki           | Finlandia       | Bandera de Finlandia.        | 0:4 (0:1) | Bandera de los Países Bajos. | Países Bajos    |
| 8 de junio de 2005      | Constanza          | Rumania         | Bandera de Rumania.          | 3:0 (2:0) | Bandera de Armenia.          | Armenia         |
| 8 de junio de 2005      | Teplice            | República Checa | Bandera de República Checa.  | 6:1 (2:1) |                              | Macedonia       |
| 17 de agosto de 2005    | Skopie             | Macedonia       |                              | 0:3 (0:0) | Bandera de Finlandia.        | Finlandia       |
| 17 de agosto de 2005    | Constanza          | Rumania         | Bandera de Rumania.          | 2:0 (2:0) | Bandera de Andorra.          | Andorra         |
| 3 de septiembre de 2005 | Constanza          | Rumania         | Bandera de Rumania.          | 2:0 (1:0) | Bandera de República Checa.  | República Checa |
| 3 de septiembre de 2005 | Ereván             | Armenia         | Bandera de Armenia.          | 0:1 (0:0) | Bandera de los Países Bajos. | Países Bajos    |
| 3 de septiembre de 2005 | Andorra la Vieja   | Andorra         | Bandera de Andorra.          | 0:0       | Bandera de Finlandia.        | Finlandia       |
| 7 de septiembre de 2005 | Eindhoven          | Países Bajos    | Bandera de los Países Bajos. | 4:0 (3:0) | Bandera de Andorra.          | Andorra         |
| 7 de septiembre de 2005 | Olomouc            | República Checa | Bandera de República Checa.  | 4:1 (0:0) | Bandera de Armenia.          | Armenia         |
| 7 de septiembre de 2005 | Tampere            | Finlandia       | Bandera de Finlandia.        | 5:1 (3:0) |                              | Macedonia       |
| 8 de octubre de 2005    | Praga              | República Checa | Bandera de República Checa.  | 0:2 (0:0) | Bandera de los Países Bajos. | Países Bajos    |
| 8 de octubre de 2005    | Helsinki           | Finlandia       | Bandera de Finlandia.        | 0:1 (0:1) | Bandera de Rumania.          | Rumania         |
| 12 de octubre de 2005   | Helsinki           | Finlandia       | Bandera de Finlandia.        | 0:3 (0:1) | Bandera de República Checa.  | República Checa |
| 12 de octubre de 2005   | Andorra la Vieja   | Andorra         | Bandera de Andorra.          | 0:3 (0:1) | Bandera de Armenia.          | Armenia         |
| 12 de octubre de 2005   | Ámsterdam          | Países Bajos    | Bandera de los Países Bajos. | 0:0       |                              | Macedonia       |

## Grupo 2
| Pos. | Equipo     | Pts. | PJ | G | E | P  | GF | GC | Dif. | Clasificación        |
| ---- | ---------- | ---- | -- | - | - | -- | -- | -- | ---- | -------------------- |
| 1    | Ucrania    | 25   | 12 | 7 | 4 | 1  | 18 | 7  | +11  | Copa Mundial de 2006 |
| 2    | Turquía    | 23   | 12 | 6 | 5 | 1  | 23 | 9  | +14  | Play-offs            |
| 3    | Dinamarca  | 22   | 12 | 6 | 4 | 2  | 24 | 12 | +12  |                      |
| 4    | Grecia     | 21   | 12 | 6 | 3 | 3  | 15 | 9  | +6   |                      |
| 5    | Albania    | 13   | 12 | 4 | 1 | 7  | 11 | 20 | −9   |                      |
| 6    | Georgia    | 10   | 12 | 2 | 4 | 6  | 14 | 25 | −11  |                      |
| 7    | Kazajistán | 1    | 12 | 0 | 1 | 11 | 6  | 29 | −23  |                      |

 Fuente: [cita requerida]
| Fecha                   | Lugar          |            |                        | Resultado |                        |            |
| ----------------------- | -------------- | ---------- | ---------------------- | --------- | ---------------------- | ---------- |
| 4 de septiembre de 2004 | Copenhague     | Dinamarca  | Bandera de Dinamarca.  | 1:1 (1:0) | Bandera de Ucrania.    | Ucrania    |
| 4 de septiembre de 2004 | Trabzon        | Turquía    | Bandera de Turquía.    | 1:1 (0:0) | Bandera de Georgia.    | Georgia    |
| 4 de septiembre de 2004 | Tirana         | Albania    | Bandera de Albania     | 2:1 (2:1) | Bandera de Grecia.     | Grecia     |
| 8 de septiembre de 2004 | Tiflis         | Georgia    | Bandera de Georgia.    | 2:0 (1:0) | Bandera de Albania     | Albania    |
| 8 de septiembre de 2004 | Almaty         | Kazajistán | Bandera de Kazajistán. | 1:2 (1:1) | Bandera de Ucrania.    | Ucrania    |
| 8 de septiembre de 2004 | El Pireo       | Grecia     | Bandera de Grecia.     | 0:0 (0:0) | Bandera de Turquía.    | Turquía    |
| 9 de octubre de 2004    | Kiev           | Ucrania    | Bandera de Ucrania.    | 1:1 (0:0) | Bandera de Grecia.     | Grecia     |
| 9 de octubre de 2004    | Estambul       | Turquía    | Bandera de Turquía.    | 4:0 (1:0) | Bandera de Kazajistán. | Kazajistán |
| 9 de octubre de 2004    | Tirana         | Albania    | Bandera de Albania     | 0:2 (0:0) | Bandera de Dinamarca.  | Dinamarca  |
| 13 de octubre de 2004   | Leópolis       | Ucrania    | Bandera de Ucrania.    | 2:0 (1:0) | Bandera de Georgia.    | Georgia    |
| 13 de octubre de 2004   | Almaty         | Kazajistán | Bandera de Kazajistán. | 0:1 (0:0) | Bandera de Albania     | Albania    |
| 13 de octubre de 2004   | Copenhague     | Dinamarca  | Bandera de Dinamarca.  | 1:1 (1:0) | Bandera de Turquía.    | Turquía    |
| 17 de noviembre de 2004 | El Pireo       | Grecia     | Bandera de Grecia.     | 3:1 (2:0) | Bandera de Kazajistán. | Kazajistán |
| 17 de noviembre de 2004 | Tiflis         | Georgia    | Bandera de Georgia.    | 2:2 (1:1) | Bandera de Dinamarca.  | Dinamarca  |
| 17 de noviembre de 2004 | Estambul       | Turquía    | Bandera de Turquía.    | 0:3 (0:2) | Bandera de Ucrania.    | Ucrania    |
| 9 de febrero de 2005    | El Pireo       | Grecia     | Bandera de Grecia.     | 2:1 (2:1) | Bandera de Dinamarca.  | Dinamarca  |
| 9 de febrero de 2005    | Tirana         | Albania    | Bandera de Albania     | 0:2 (0:1) | Bandera de Ucrania.    | Ucrania    |
| 26 de marzo de 2005     | Copenhague     | Dinamarca  | Bandera de Dinamarca.  | 3:0 (2:0) | Bandera de Kazajistán. | Kazajistán |
| 26 de marzo de 2005     | Tiflis         | Georgia    | Bandera de Georgia.    | 1:3 (1:2) | Bandera de Grecia.     | Grecia     |
| 26 de marzo de 2005     | Estambul       | Turquía    | Bandera de Turquía.    | 2:0 (2:0) | Bandera de Albania     | Albania    |
| 30 de marzo de 2005     | Kiev           | Ucrania    | Bandera de Ucrania.    | 1:0 (0:0) | Bandera de Dinamarca.  | Dinamarca  |
| 30 de marzo de 2005     | Tiflis         | Georgia    | Bandera de Georgia.    | 2:5 (2:3) | Bandera de Turquía.    | Turquía    |
| 30 de marzo de 2005     | El Pireo       | Grecia     | Bandera de Grecia.     | 2:0 (1:0) | Bandera de Albania     | Albania    |
| 4 de junio de 2005      | Kiev           | Ucrania    | Bandera de Ucrania.    | 2:0 (1:0) | Bandera de Kazajistán. | Kazajistán |
| 4 de junio de 2005      | Tirana         | Albania    | Bandera de Albania     | 3:2 (2:0) | Bandera de Georgia.    | Georgia    |
| 4 de junio de 2005      | Estambul       | Turquía    | Bandera de Turquía.    | 0:0 (0:0) | Bandera de Grecia.     | Grecia     |
| 8 de junio de 2005      | Almaty         | Kazajistán | Bandera de Kazajistán. | 0:6 (0:3) | Bandera de Turquía.    | Turquía    |
| 8 de junio de 2005      | Copenhague     | Dinamarca  | Bandera de Dinamarca.  | 3:1 (1:0) | Bandera de Albania     | Albania    |
| 8 de junio de 2005      | El Pireo       | Grecia     | Bandera de Grecia.     | 0:1 (0:0) | Bandera de Ucrania.    | Ucrania    |
| 17 de agosto de 2005    | Almaty         | Kazajistán | Bandera de Kazajistán. | 1:2 (1:0) | Bandera de Georgia.    | Georgia    |
| 3 de septiembre de 2005 | Tirana         | Albania    | Bandera de Albania     | 2:1 (0:0) | Bandera de Kazajistán. | Kazajistán |
| 3 de septiembre de 2005 | Estambul       | Turquía    | Bandera de Turquía.    | 2:2 (1:1) | Bandera de Dinamarca.  | Dinamarca  |
| 3 de septiembre de 2005 | Tiflis         | Georgia    | Bandera de Georgia.    | 1:1 (0:1) | Bandera de Ucrania.    | Ucrania    |
| 7 de septiembre de 2005 | Almaty         | Kazajistán | Bandera de Kazajistán. | 1:2 (0:0) | Bandera de Grecia.     | Grecia     |
| 7 de septiembre de 2005 | Copenhague     | Dinamarca  | Bandera de Dinamarca.  | 6:1 (3:1) | Bandera de Georgia.    | Georgia    |
| 7 de septiembre de 2005 | Kiev           | Ucrania    | Bandera de Ucrania.    | 0:1 (0:0) | Bandera de Turquía.    | Turquía    |
| 8 de octubre de 2005    | Tiflis         | Georgia    | Bandera de Georgia.    | 0:0       | Bandera de Kazajistán. | Kazajistán |
| 8 de octubre de 2005    | Copenhague     | Dinamarca  | Bandera de Dinamarca.  | 1:0 (1:0) | Bandera de Grecia.     | Grecia     |
| 8 de octubre de 2005    | Dnipropetrovsk | Ucrania    | Bandera de Ucrania.    | 2:2 (1:0) | Bandera de Albania     | Albania    |
| 12 de octubre de 2005   | Almaty         | Kazajistán | Bandera de Kazajistán. | 1:2 (0:0) | Bandera de Dinamarca.  | Dinamarca  |
| 12 de octubre de 2005   | Atenas         | Grecia     | Bandera de Grecia.     | 1:0 (1:0) | Bandera de Georgia.    | Georgia    |
| 12 de octubre de 2005   | Tirana         | Albania    | Bandera de Albania     | 0:1 (0:1) | Bandera de Turquía.    | Turquía    |

## Grupo 3
| Pos. | Equipo        | Pts. | PJ | G | E | P  | GF | GC | Dif. | Clasificación        |
| ---- | ------------- | ---- | -- | - | - | -- | -- | -- | ---- | -------------------- |
| 1    | Portugal      | 30   | 12 | 9 | 3 | 0  | 35 | 5  | +30  | Copa Mundial de 2006 |
| 2    | Eslovaquia    | 23   | 12 | 6 | 5 | 1  | 24 | 8  | +16  | Play-offs            |
| 3    | Rusia         | 23   | 12 | 6 | 5 | 1  | 23 | 12 | +11  |                      |
| 4    | Estonia       | 17   | 12 | 5 | 2 | 5  | 16 | 17 | −1   |                      |
| 5    | Letonia       | 15   | 12 | 4 | 3 | 5  | 18 | 21 | −3   |                      |
| 6    | Liechtenstein | 8    | 12 | 2 | 2 | 8  | 13 | 23 | −10  |                      |
| 7    | Luxemburgo    | 0    | 12 | 0 | 0 | 12 | 5  | 48 | −43  |                      |

 Fuente: [cita requerida]
Notas:
1. 1 2  Eslovaquia clasificó sobre Rusia por tener mayor diferencia de goles en el total de partidos jugados.

| Fecha                   | Lugar           |               |                           | Resultado |                           |               |
| ----------------------- | --------------- | ------------- | ------------------------- | --------- | ------------------------- | ------------- |
| 18 de agosto de 2004    | Vaduz           | Liechtenstein | Bandera de Liechtenstein. | 1:2 (0:1) | Bandera de Estonia.       | Estonia       |
| 18 de agosto de 2004    | Bratislava      | Eslovaquia    | Bandera de Eslovaquia.    | 3:1 (1:1) | Bandera de Luxemburgo.    | Luxemburgo    |
| 4 de septiembre de 2004 | Tallin          | Estonia       | Bandera de Estonia.       | 4:0 (2:0) | Bandera de Luxemburgo.    | Luxemburgo    |
| 4 de septiembre de 2004 | Moscú           | Rusia         | Bandera de Rusia.         | 1:1 (1:0) | Bandera de Eslovaquia.    | Eslovaquia    |
| 4 de septiembre de 2004 | Riga            | Letonia       | Bandera de Letonia.       | 0:2 (0:0) | Bandera de Portugal.      | Portugal      |
| 8 de septiembre de 2004 | Luxemburgo      | Luxemburgo    | Bandera de Luxemburgo.    | 3:4 (1:2) | Bandera de Letonia.       | Letonia       |
| 8 de septiembre de 2004 | Bratislava      | Eslovaquia    | Bandera de Eslovaquia.    | 7:0 (2:0) | Bandera de Liechtenstein. | Liechtenstein |
| 8 de septiembre de 2004 | Leiría          | Portugal      | Bandera de Portugal.      | 4:0 (0:0) | Bandera de Estonia.       | Estonia       |
| 9 de octubre de 2004    | Luxemburgo      | Luxemburgo    | Bandera de Luxemburgo.    | 0:4 (0:0) | Bandera de Rusia.         | Rusia         |
| 9 de octubre de 2004    | Bratislava      | Eslovaquia    | Bandera de Eslovaquia.    | 4:1 (0:1) | Bandera de Letonia.       | Letonia       |
| 9 de octubre de 2004    | Vaduz           | Liechtenstein | Bandera de Liechtenstein. | 2:2 (0:2) | Bandera de Portugal.      | Portugal      |
| 13 de octubre de 2004   | Riga            | Letonia       | Bandera de Letonia.       | 2:2 (0:0) | Bandera de Estonia.       | Estonia       |
| 13 de octubre de 2004   | Luxemburgo      | Luxemburgo    | Bandera de Luxemburgo.    | 0:4 (0:2) | Bandera de Liechtenstein. | Liechtenstein |
| 13 de octubre de 2004   | Lisboa          | Portugal      | Bandera de Portugal.      | 7:1 (3:0) | Bandera de Rusia.         | Rusia         |
| 17 de noviembre de 2004 | Krasnodar       | Rusia         | Bandera de Rusia.         | 4:0 (3:0) | Bandera de Estonia.       | Estonia       |
| 17 de noviembre de 2004 | Vaduz           | Liechtenstein | Bandera de Liechtenstein. | 1:3 (1:1) | Bandera de Letonia.       | Letonia       |
| 17 de noviembre de 2004 | Luxemburgo      | Luxemburgo    | Bandera de Luxemburgo.    | 0:5 (0:2) | Bandera de Portugal.      | Portugal      |
| 26 de marzo de 2005     | Vaduz           | Liechtenstein | Bandera de Liechtenstein. | 1:2 (1:2) | Bandera de Rusia.         | Rusia         |
| 26 de marzo de 2005     | Tallin          | Estonia       | Bandera de Estonia.       | 1:2 (0:0) | Bandera de Eslovaquia.    | Eslovaquia    |
| 30 de marzo de 2005     | Bratislava      | Eslovaquia    | Bandera de Eslovaquia.    | 1:1 (0:0) | Bandera de Portugal.      | Portugal      |
| 30 de marzo de 2005     | Tallin          | Estonia       | Bandera de Estonia.       | 1:1 (0:1) | Bandera de Rusia.         | Rusia         |
| 30 de marzo de 2005     | Riga            | Letonia       | Bandera de Letonia.       | 4:0 (2:0) | Bandera de Luxemburgo.    | Luxemburgo    |
| 4 de junio de 2005      | San Petersburgo | Rusia         | Bandera de Rusia.         | 2:0 (0:0) | Bandera de Letonia.       | Letonia       |
| 4 de junio de 2005      | Lisboa          | Portugal      | Bandera de Portugal.      | 2:0 (2:0) | Bandera de Eslovaquia.    | Eslovaquia    |
| 4 de junio de 2005      | Tallin          | Estonia       | Bandera de Estonia.       | 2:0 (1:0) | Bandera de Liechtenstein. | Liechtenstein |
| 8 de junio de 2005      | Tallin          | Estonia       | Bandera de Estonia.       | 0:1 (0:1) | Bandera de Portugal.      | Portugal      |
| 8 de junio de 2005      | Riga            | Letonia       | Bandera de Letonia.       | 1:0 (1:0) | Bandera de Liechtenstein. | Liechtenstein |
| 8 de junio de 2005      | Luxemburgo      | Luxemburgo    | Bandera de Luxemburgo.    | 0:4 (0:2) | Bandera de Eslovaquia.    | Eslovaquia    |
| 17 de agosto de 2005    | Riga            | Letonia       | Bandera de Letonia.       | 1:1 (1:1) | Bandera de Rusia.         | Rusia         |
| 17 de agosto de 2005    | Vaduz           | Liechtenstein | Bandera de Liechtenstein. | 0:0       | Bandera de Eslovaquia.    | Eslovaquia    |
| 3 de septiembre de 2005 | Moscú           | Rusia         | Bandera de Rusia.         | 2:0 (1:0) | Bandera de Liechtenstein. | Liechtenstein |
| 3 de septiembre de 2005 | Faro-Loulé      | Portugal      | Bandera de Portugal.      | 6:0 (3:0) | Bandera de Luxemburgo.    | Luxemburgo    |
| 3 de septiembre de 2005 | Tallin          | Estonia       | Bandera de Estonia.       | 2:1 (1:0) | Bandera de Letonia.       | Letonia       |
| 7 de septiembre de 2005 | Moscú           | Rusia         | Bandera de Rusia.         | 0:0       | Bandera de Portugal.      | Portugal      |
| 7 de septiembre de 2005 | Riga            | Letonia       | Bandera de Letonia.       | 1:1 (0:1) | Bandera de Eslovaquia.    | Eslovaquia    |
| 7 de septiembre de 2005 | Vaduz           | Liechtenstein | Bandera de Liechtenstein. | 3:0 (1:0) | Bandera de Luxemburgo.    | Luxemburgo    |
| 8 de octubre de 2005    | Aveiro          | Portugal      | Bandera de Portugal.      | 2:1 (0:1) | Bandera de Liechtenstein. | Liechtenstein |
| 8 de octubre de 2005    | Bratislava      | Eslovaquia    | Bandera de Eslovaquia.    | 1:0 (0:0) | Bandera de Estonia.       | Estonia       |
| 8 de octubre de 2005    | Moscú           | Rusia         | Bandera de Rusia.         | 5:1 (2:1) | Bandera de Luxemburgo.    | Luxemburgo    |
| 12 de octubre de 2005   | Luxemburgo      | Luxemburgo    | Bandera de Luxemburgo.    | 0:2 (0:1) | Bandera de Estonia.       | Estonia       |
| 12 de octubre de 2005   | Oporto          | Portugal      | Bandera de Portugal.      | 3:0 (2:0) | Bandera de Letonia.       | Letonia       |
| 12 de octubre de 2005   | Bratislava      | Eslovaquia    | Bandera de Eslovaquia.    | 0:0       | Bandera de Rusia.         | Rusia         |

## Grupo 4
| Pos. | Equipo      | Pts. | PJ | G | E | P | GF | GC | Dif. | Clasificación        |
| ---- | ----------- | ---- | -- | - | - | - | -- | -- | ---- | -------------------- |
| 1    | Francia     | 20   | 10 | 5 | 5 | 0 | 14 | 2  | +12  | Copa Mundial de 2006 |
| 2    | Suiza       | 18   | 10 | 4 | 6 | 0 | 18 | 7  | +11  | Play-offs            |
| 3    | Israel      | 18   | 10 | 4 | 6 | 0 | 15 | 10 | +5   |                      |
| 4    | Irlanda     | 17   | 10 | 4 | 5 | 1 | 12 | 5  | +7   |                      |
| 5    | Chipre      | 4    | 10 | 1 | 1 | 8 | 8  | 20 | −12  |                      |
| 6    | Islas Feroe | 1    | 10 | 0 | 1 | 9 | 4  | 27 | −23  |                      |

 Fuente: [cita requerida]
Notas:
1. 1 2  Suiza superó a Israel debido a que tuvo una mayor diferencia de goles en el total de partidos del grupo.

| Fecha                   | Lugar       |             |                     | Resultado |                     |             |
| ----------------------- | ----------- | ----------- | ------------------- | --------- | ------------------- | ----------- |
| 4 de septiembre de 2004 | Dublín      | Irlanda     | Bandera de Irlanda. | 3:0 (2:0) | Bandera de Chipre.  | Chipre      |
| 4 de septiembre de 2004 | Basilea     | Suiza       | Bandera de Suiza.   | 6:0 (4:0) |                     | Islas Feroe |
| 4 de septiembre de 2004 | Saint-Denis | Francia     | Bandera de Francia. | 0:0       | Bandera de Israel.  | Israel      |
| 8 de septiembre de 2004 | Tórshavn    | Islas Feroe |                     | 0:2 (0:1) | Bandera de Francia. | Francia     |
| 8 de septiembre de 2004 | Basilea     | Suiza       | Bandera de Suiza.   | 1:1 (1:1) | Bandera de Irlanda. | Irlanda     |
| 8 de septiembre de 2004 | Tel Aviv    | Israel      | Bandera de Israel.  | 2:1 (0:0) | Bandera de Chipre.  | Chipre      |
| 9 de octubre de 2004    | Nicosia     | Chipre      | Bandera de Chipre.  | 2:2 (1:2) |                     | Islas Feroe |
| 9 de octubre de 2004    | Tel Aviv    | Israel      | Bandera de Israel.  | 2:2 (1:2) | Bandera de Suiza.   | Suiza       |
| 9 de octubre de 2004    | Saint-Denis | Francia     | Bandera de Francia. | 0:0       | Bandera de Irlanda. | Irlanda     |
| 13 de octubre de 2004   | Dublín      | Irlanda     | Bandera de Irlanda. | 2:0 (2:0) |                     | Islas Feroe |
| 13 de octubre de 2004   | Nicosia     | Chipre      | Bandera de Chipre.  | 0:2 (0:1) | Bandera de Francia. | Francia     |
| 17 de noviembre de 2004 | Nicosia     | Chipre      | Bandera de Chipre.  | 1:2 (1:1) | Bandera de Israel.  | Israel      |
| 26 de marzo de 2005     | Saint-Denis | Francia     | Bandera de Francia. | 0:0       | Bandera de Suiza.   | Suiza       |
| 26 de marzo de 2005     | Tel Aviv    | Israel      | Bandera de Israel.  | 1:1 (0:1) | Bandera de Irlanda. | Irlanda     |
| 30 de marzo de 2005     | Tel Aviv    | Israel      | Bandera de Israel.  | 1:1 (0:0) | Bandera de Francia. | Francia     |
| 30 de marzo de 2005     | Zúrich      | Suiza       | Bandera de Suiza.   | 1:0 (0:0) | Bandera de Chipre.  | Chipre      |
| 4 de junio de 2005      | Dublín      | Irlanda     | Bandera de Irlanda. | 2:2 (2:2) | Bandera de Israel.  | Israel      |
| 4 de junio de 2005      | Toftír      | Islas Feroe |                     | 1:3 (0:1) | Bandera de Suiza.   | Suiza       |
| 8 de junio de 2005      | Tórshavn    | Islas Feroe |                     | 0:2 (0:0) | Bandera de Irlanda. | Irlanda     |
| 17 de agosto de 2005    | Toftír      | Islas Feroe |                     | 0:3 (0:1) | Bandera de Chipre.  | Chipre      |
| 3 de septiembre de 2005 | Saint-Denis | Francia     | Bandera de Francia. | 3:0 (2:0) |                     | Islas Feroe |
| 3 de septiembre de 2005 | Basilea     | Suiza       | Bandera de Suiza.   | 1:1 (1:1) | Bandera de Israel.  | Israel      |
| 7 de septiembre de 2005 | Nicosia     | Chipre      | Bandera de Chipre.  | 1:3 (1:1) | Bandera de Suiza.   | Suiza       |
| 7 de septiembre de 2005 | Tórshavn    | Islas Feroe |                     | 0:2 (0:0) | Bandera de Israel.  | Israel      |
| 7 de septiembre de 2005 | Dublín      | Irlanda     | Bandera de Irlanda. | 0:1 (0:0) | Bandera de Francia. | Francia     |
| 8 de octubre de 2005    | Nicosia     | Chipre      | Bandera de Chipre.  | 0:1 (0:1) | Bandera de Irlanda. | Irlanda     |
| 8 de octubre de 2005    | Tel Aviv    | Israel      | Bandera de Israel.  | 2:1 (1:0) |                     | Islas Feroe |
| 8 de octubre de 2005    | Berna       | Suiza       | Bandera de Suiza.   | 1:1 (0:0) | Bandera de Francia. | Francia     |
| 12 de octubre de 2005   | Saint-Denis | Francia     | Bandera de Francia. | 4:0 (3:0) | Bandera de Chipre.  | Chipre      |
| 12 de octubre de 2005   | Dublín      | Irlanda     | Bandera de Irlanda. | 0:0       | Bandera de Suiza.   | Suiza       |

## Grupo 5
| Pos. | Equipo      | Pts. | PJ | G | E | P | GF | GC | Dif. | Clasificación        |
| ---- | ----------- | ---- | -- | - | - | - | -- | -- | ---- | -------------------- |
| 1    | Italia      | 23   | 10 | 7 | 2 | 1 | 17 | 8  | +9   | Copa Mundial de 2006 |
| 2    | Noruega     | 18   | 10 | 5 | 3 | 2 | 12 | 7  | +5   | Play-offs            |
| 3    | Escocia     | 13   | 10 | 3 | 4 | 3 | 9  | 7  | +2   |                      |
| 4    | Eslovenia   | 12   | 10 | 3 | 3 | 4 | 10 | 13 | −3   |                      |
| 5    | Bielorrusia | 10   | 10 | 2 | 4 | 4 | 12 | 14 | −2   |                      |
| 6    | Moldavia    | 5    | 10 | 1 | 2 | 7 | 5  | 16 | −11  |                      |

 Fuente: [cita requerida]
| Fecha                   | Lugar    |             |                         | Resultado |                         |             |
| ----------------------- | -------- | ----------- | ----------------------- | --------- | ----------------------- | ----------- |
| 4 de septiembre de 2004 | Celje    | Eslovenia   | Bandera de Eslovenia.   | 3:0 (2:0) | Bandera de Moldavia.    | Moldavia    |
| 4 de septiembre de 2004 | Palermo  | Italia      | Bandera de Italia.      | 2:1 (1:1) | Bandera de Noruega.     | Noruega     |
| 8 de septiembre de 2004 | Glasgow  | Escocia     | Bandera de Escocia.     | 0:0       | Bandera de Eslovenia.   | Eslovenia   |
| 8 de septiembre de 2004 | Oslo     | Noruega     | Bandera de Noruega.     | 1:1 (1:0) | Bandera de Bielorrusia. | Bielorrusia |
| 8 de septiembre de 2004 | Chisináu | Moldavia    | Bandera de Moldavia.    | 0:1 (0:1) | Bandera de Italia.      | Italia      |
| 9 de octubre de 2004    | Glasgow  | Escocia     | Bandera de Escocia.     | 0:1 (0:0) | Bandera de Noruega.     | Noruega     |
| 9 de octubre de 2004    | Minsk    | Bielorrusia | Bandera de Bielorrusia. | 4:0 (2:0) | Bandera de Moldavia.    | Moldavia    |
| 9 de octubre de 2004    | Celje    | Eslovenia   | Bandera de Eslovenia.   | 1:0 (0:0) | Bandera de Italia.      | Italia      |
| 13 de octubre de 2004   | Oslo     | Noruega     | Bandera de Noruega.     | 3:0 (1:0) | Bandera de Eslovenia.   | Eslovenia   |
| 13 de octubre de 2004   | Parma    | Italia      | Bandera de Italia.      | 4:3 (2:0) | Bandera de Bielorrusia. | Bielorrusia |
| 13 de octubre de 2004   | Chisináu | Moldavia    | Bandera de Moldavia.    | 1:1 (1:1) | Bandera de Escocia.     | Escocia     |
| 26 de marzo de 2005     | Milán    | Italia      | Bandera de Italia.      | 2:0 (1:0) | Bandera de Escocia.     | Escocia     |
| 30 de marzo de 2005     | Chisináu | Moldavia    | Bandera de Moldavia.    | 0:0       | Bandera de Noruega.     | Noruega     |
| 30 de marzo de 2005     | Celje    | Eslovenia   | Bandera de Eslovenia.   | 1:1 (1:0) | Bandera de Bielorrusia. | Bielorrusia |
| 4 de junio de 2005      | Oslo     | Noruega     | Bandera de Noruega.     | 0:0       | Bandera de Italia.      | Italia      |
| 4 de junio de 2005      | Minsk    | Bielorrusia | Bandera de Bielorrusia. | 1:1 (1:1) | Bandera de Eslovenia.   | Eslovenia   |
| 4 de junio de 2005      | Glasgow  | Escocia     | Bandera de Escocia.     | 2:0 (0:0) | Bandera de Moldavia.    | Moldavia    |
| 8 de junio de 2005      | Minsk    | Bielorrusia | Bandera de Bielorrusia. | 0:0       | Bandera de Escocia.     | Escocia     |
| 3 de septiembre de 2005 | Glasgow  | Escocia     | Bandera de Escocia.     | 1:1 (1:0) | Bandera de Italia.      | Italia      |
| 3 de septiembre de 2005 | Celje    | Eslovenia   | Bandera de Eslovenia.   | 2:3 (1:2) | Bandera de Noruega.     | Noruega     |
| 3 de septiembre de 2005 | Chisináu | Moldavia    | Bandera de Moldavia.    | 2:0 (1:0) | Bandera de Bielorrusia. | Bielorrusia |
| 7 de septiembre de 2005 | Minsk    | Bielorrusia | Bandera de Bielorrusia. | 1:4 (1:3) | Bandera de Italia.      | Italia      |
| 7 de septiembre de 2005 | Chisináu | Moldavia    | Bandera de Moldavia.    | 1:2 (1:0) | Bandera de Eslovenia.   | Eslovenia   |
| 7 de septiembre de 2005 | Oslo     | Noruega     | Bandera de Noruega.     | 1:2 (0:2) | Bandera de Escocia.     | Escocia     |
| 8 de octubre de 2005    | Palermo  | Italia      | Bandera de Italia.      | 1:0 (0:0) | Bandera de Eslovenia.   | Eslovenia   |
| 8 de octubre de 2005    | Glasgow  | Escocia     | Bandera de Escocia.     | 0:1 (0:1) | Bandera de Bielorrusia. | Bielorrusia |
| 8 de octubre de 2005    | Oslo     | Noruega     | Bandera de Noruega.     | 1:0 (0:0) | Bandera de Moldavia.    | Moldavia    |
| 12 de octubre de 2005   | Lecce    | Italia      | Bandera de Italia.      | 2:1 (0:0) | Bandera de Moldavia.    | Moldavia    |
| 12 de octubre de 2005   | Celje    | Eslovenia   | Bandera de Eslovenia.   | 0:3 (0:1) | Bandera de Escocia.     | Escocia     |
| 12 de octubre de 2005   | Minsk    | Bielorrusia | Bandera de Bielorrusia. | 0:1 (0:0) | Bandera de Noruega.     | Noruega     |

## Grupo 6
| Pos. | Equipo            | Pts. | PJ | G | E | P | GF | GC | Dif. | Clasificación        |
| ---- | ----------------- | ---- | -- | - | - | - | -- | -- | ---- | -------------------- |
| 1    | Inglaterra        | 25   | 10 | 8 | 1 | 1 | 17 | 5  | +12  | Copa Mundial de 2006 |
| 2    | Polonia           | 24   | 10 | 8 | 0 | 2 | 27 | 9  | +18  | Copa Mundial de 2006 |
| 3    | Austria           | 15   | 10 | 4 | 3 | 3 | 15 | 12 | +3   |                      |
| 4    | Irlanda del Norte | 9    | 10 | 2 | 3 | 5 | 10 | 18 | −8   |                      |
| 5    | Gales             | 8    | 10 | 2 | 2 | 6 | 10 | 15 | −5   |                      |
| 6    | Azerbaiyán        | 3    | 10 | 0 | 3 | 7 | 1  | 21 | −20  |                      |

 Fuente: [cita requerida]
| Fecha                   | Lugar      |                   |                               | Resultado |                               |                   |
| ----------------------- | ---------- | ----------------- | ----------------------------- | --------- | ----------------------------- | ----------------- |
| 4 de septiembre de 2004 | Belfast    | Irlanda del Norte | Bandera de Irlanda del Norte. | 0:3 (0:2) | Bandera de Polonia.           | Polonia           |
| 4 de septiembre de 2004 | Viena      | Austria           | Bandera de Austria.           | 2:2 (0:1) | Bandera de Inglaterra.        | Inglaterra        |
| 4 de septiembre de 2004 | Bakú       | Azerbaiyán        | Bandera de Azerbaiyán.        | 1:1 (0:0) | Bandera de Gales.             | Gales             |
| 8 de septiembre de 2004 | Cardiff    | Gales             | Bandera de Gales.             | 2:2 (1:2) | Bandera de Irlanda del Norte. | Irlanda del Norte |
| 8 de septiembre de 2004 | Chorzów    | Polonia           | Bandera de Polonia.           | 1:2 (0:1) | Bandera de Inglaterra.        | Inglaterra        |
| 8 de septiembre de 2004 | Viena      | Austria           | Bandera de Austria.           | 2:0 (2:0) | Bandera de Azerbaiyán.        | Azerbaiyán        |
| 9 de octubre de 2004    | Mánchester | Inglaterra        | Bandera de Inglaterra.        | 2:0 (1:0) | Bandera de Gales.             | Gales             |
| 9 de octubre de 2004    | Viena      | Austria           | Bandera de Austria.           | 1:3 (1:1) | Bandera de Polonia.           | Polonia           |
| 9 de octubre de 2004    | Bakú       | Azerbaiyán        | Bandera de Azerbaiyán.        | 0:0       | Bandera de Irlanda del Norte. | Irlanda del Norte |
| 13 de octubre de 2004   | Belfast    | Irlanda del Norte | Bandera de Irlanda del Norte. | 3:3 (1:1) | Bandera de Austria.           | Austria           |
| 13 de octubre de 2004   | Cardiff    | Gales             | Bandera de Gales.             | 2:3 (0:0) | Bandera de Polonia.           | Polonia           |
| 13 de octubre de 2004   | Bakú       | Azerbaiyán        | Bandera de Azerbaiyán.        | 0:1 (0:1) | Bandera de Inglaterra.        | Inglaterra        |
| 26 de marzo de 2005     | Mánchester | Inglaterra        | Bandera de Inglaterra.        | 4:0 (0:0) | Bandera de Irlanda del Norte. | Irlanda del Norte |
| 26 de marzo de 2005     | Cardiff    | Gales             | Bandera de Gales.             | 0:2 (0:0) | Bandera de Austria.           | Austria           |
| 26 de marzo de 2005     | Varsovia   | Polonia           | Bandera de Polonia.           | 8:0 (3:0) | Bandera de Azerbaiyán.        | Azerbaiyán        |
| 30 de marzo de 2005     | Varsovia   | Polonia           | Bandera de Polonia.           | 1:0 (0:0) | Bandera de Irlanda del Norte. | Irlanda del Norte |
| 30 de marzo de 2005     | Viena      | Austria           | Bandera de Austria.           | 1:0 (0:0) | Bandera de Gales.             | Gales             |
| 30 de marzo de 2005     | Newcastle  | Inglaterra        | Bandera de Inglaterra.        | 2:0 (0:0) | Bandera de Azerbaiyán.        | Azerbaiyán        |
| 4 de junio de 2005      | Bakú       | Azerbaiyán        | Bandera de Azerbaiyán.        | 0:3 (0:1) | Bandera de Polonia.           | Polonia           |
| 3 de septiembre de 2005 | Cardiff    | Gales             | Bandera de Gales.             | 0:1 (0:1) | Bandera de Inglaterra.        | Inglaterra        |
| 3 de septiembre de 2005 | Chorzów    | Polonia           | Bandera de Polonia.           | 3:2 (2:0) | Bandera de Austria.           | Austria           |
| 3 de septiembre de 2005 | Belfast    | Irlanda del Norte | Bandera de Irlanda del Norte. | 2:0 (0:0) | Bandera de Azerbaiyán.        | Azerbaiyán        |
| 7 de septiembre de 2005 | Belfast    | Irlanda del Norte | Bandera de Irlanda del Norte. | 1:0 (0:0) | Bandera de Inglaterra.        | Inglaterra        |
| 7 de septiembre de 2005 | Varsovia   | Polonia           | Bandera de Polonia.           | 1:0 (0:0) | Bandera de Gales.             | Gales             |
| 7 de septiembre de 2005 | Bakú       | Azerbaiyán        | Bandera de Azerbaiyán.        | 0:0       | Bandera de Austria.           | Austria           |
| 8 de octubre de 2005    | Belfast    | Irlanda del Norte | Bandera de Irlanda del Norte. | 2:3 (0:2) | Bandera de Gales.             | Gales             |
| 8 de octubre de 2005    | Mánchester | Inglaterra        | Bandera de Inglaterra.        | 1:0 (1:0) | Bandera de Austria.           | Austria           |
| 12 de octubre de 2005   | Viena      | Austria           | Bandera de Austria.           | 2:0 (1:0) | Bandera de Irlanda del Norte. | Irlanda del Norte |
| 12 de octubre de 2005   | Mánchester | Inglaterra        | Bandera de Inglaterra.        | 2:1 (1:1) | Bandera de Polonia.           | Polonia           |
| 12 de octubre de 2005   | Cardiff    | Gales             | Bandera de Gales.             | 2:0 (1:0) | Bandera de Azerbaiyán.        | Azerbaiyán        |

## Grupo 7
| Pos. | Equipo               | Pts. | PJ | G | E | P  | GF | GC | Dif. | Clasificación        |
| ---- | -------------------- | ---- | -- | - | - | -- | -- | -- | ---- | -------------------- |
| 1    | Serbia y Montenegro  | 22   | 10 | 6 | 4 | 0  | 16 | 1  | +15  | Copa Mundial de 2006 |
| 2    | España               | 20   | 10 | 5 | 5 | 0  | 19 | 3  | +16  | Play-offs            |
| 3    | Bosnia y Herzegovina | 16   | 10 | 4 | 4 | 2  | 12 | 9  | +3   |                      |
| 4    | Bélgica              | 12   | 10 | 3 | 3 | 4  | 16 | 11 | +5   |                      |
| 5    | Lituania             | 10   | 10 | 2 | 4 | 4  | 8  | 9  | −1   |                      |
| 6    | San Marino           | 0    | 10 | 0 | 0 | 10 | 2  | 40 | −38  |                      |

 Fuente: [cita requerida]
| Fecha                   | Lugar      |                     |                                  | Resultado |                                  |                     |
| ----------------------- | ---------- | ------------------- | -------------------------------- | --------- | -------------------------------- | ------------------- |
| 4 de septiembre de 2004 | Charleroi  | Bélgica             | Bandera de Bélgica.              | 1:1 (0:0) | Bandera de Lituania.             | Lituania            |
| 4 de septiembre de 2004 | Serravalle | San Marino          | Bandera de San Marino.           | 0:3 (0:2) | Bandera de Serbia y Montenegro.  | Serbia y Montenegro |
| 8 de septiembre de 2004 | Kaunas     | Lituania            | Bandera de Lituania.             | 4:0 (1:0) | Bandera de San Marino.           | San Marino          |
| 8 de septiembre de 2004 | Zenica     | Bosnia-Herzegovina  | Bandera de Bosnia y Herzegovina. | 1:1 (0:0) | Bandera de España.               | España              |
| 9 de octubre de 2004    | Santander  | España              | Bandera de España.               | 2:0 (0:0) | Bandera de Bélgica.              | Bélgica             |
| 9 de octubre de 2004    | Sarajevo   | Bosnia-Herzegovina  | Bandera de Bosnia y Herzegovina. | 0:0       | Bandera de Serbia y Montenegro.  | Serbia y Montenegro |
| 13 de octubre de 2004   | Belgrado   | Serbia y Montenegro | Bandera de Serbia y Montenegro.  | 5:0 (2:0) | Bandera de San Marino.           | San Marino          |
| 13 de octubre de 2004   | Vilna      | Lituania            | Bandera de Lituania.             | 0:0       | Bandera de España.               | España              |
| 17 de noviembre de 2004 | Bruselas   | Bélgica             | Bandera de Bélgica.              | 0:2 (0:1) | Bandera de Serbia y Montenegro.  | Serbia y Montenegro |
| 17 de noviembre de 2004 | Serravalle | San Marino          | Bandera de San Marino.           | 0:1 (0:1) | Bandera de Lituania.             | Lituania            |
| 9 de febrero de 2005    | Almería    | España              | Bandera de España.               | 5:0 (3:0) | Bandera de San Marino.           | San Marino          |
| 26 de marzo de 2005     | Bruselas   | Bélgica             | Bandera de Bélgica.              | 4:1 (4:1) | Bandera de Bosnia y Herzegovina. | Bosnia-Herzegovina  |
| 30 de marzo de 2005     | Belgrado   | Serbia y Montenegro | Bandera de Serbia y Montenegro.  | 0:0       | Bandera de España.               | España              |
| 30 de marzo de 2005     | Sarajevo   | Bosnia-Herzegovina  | Bandera de Bosnia y Herzegovina. | 1:1 (1:0) | Bandera de Lituania.             | Lituania            |
| 30 de marzo de 2005     | Serravalle | San Marino          | Bandera de San Marino.           | 1:2 (1:2) | Bandera de Bélgica.              | Bélgica             |
| 4 de junio de 2005      | Belgrado   | Serbia y Montenegro | Bandera de Serbia y Montenegro.  | 0:0       | Bandera de Bélgica.              | Bélgica             |
| 4 de junio de 2005      | Valencia   | España              | Bandera de España.               | 1:0 (0:0) | Bandera de Lituania.             | Lituania            |
| 4 de junio de 2005      | Serravalle | San Marino          | Bandera de San Marino.           | 1:3 (1:2) | Bandera de Bosnia y Herzegovina. | Bosnia-Herzegovina  |
| 8 de junio de 2005      | Valencia   | España              | Bandera de España.               | 1:1 (0:1) | Bandera de Bosnia y Herzegovina. | Bosnia-Herzegovina  |
| 3 de septiembre de 2005 | Belgrado   | Serbia y Montenegro | Bandera de Serbia y Montenegro.  | 2:0 (1:0) | Bandera de Lituania.             | Lituania            |
| 3 de septiembre de 2005 | Zenica     | Bosnia-Herzegovina  | Bandera de Bosnia y Herzegovina. | 1:0 (0:0) | Bandera de Bélgica.              | Bélgica             |
| 7 de septiembre de 2005 | Madrid     | España              | Bandera de España.               | 1:1 (1:0) | Bandera de Serbia y Montenegro.  | Serbia y Montenegro |
| 7 de septiembre de 2005 | Amberes    | Bélgica             | Bandera de Bélgica.              | 8:0 (3:0) | Bandera de San Marino.           | San Marino          |
| 7 de septiembre de 2005 | Vilna      | Lituania            | Bandera de Lituania.             | 0:1 (0:0) | Bandera de Bosnia y Herzegovina. | Bosnia-Herzegovina  |
| 8 de octubre de 2005    | Vilna      | Lituania            | Bandera de Lituania.             | 0:2 (0:1) | Bandera de Serbia y Montenegro.  | Serbia y Montenegro |
| 8 de octubre de 2005    | Zenica     | Bosnia-Herzegovina  | Bandera de Bosnia y Herzegovina. | 3:0 (0:0) | Bandera de San Marino.           | San Marino          |
| 8 de octubre de 2005    | Bruselas   | Bélgica             | Bandera de Bélgica.              | 0:2 (0:2) | Bandera de España.               | España              |
| 12 de octubre de 2005   | Belgrado   | Serbia y Montenegro | Bandera de Serbia y Montenegro.  | 1:0 (1:0) | Bandera de Bosnia y Herzegovina. | Bosnia-Herzegovina  |
| 12 de octubre de 2005   | Vilna      | Lituania            | Bandera de Lituania.             | 1:1 (1:1) | Bandera de Bélgica.              | Bélgica             |
| 12 de octubre de 2005   | Serravalle | San Marino          | Bandera de San Marino.           | 0:6 (0:3) | Bandera de España.               | España              |

## Grupo 8
| Pos. | Equipo   | Pts. | PJ | G | E | P | GF | GC | Dif. | Clasificación        |
| ---- | -------- | ---- | -- | - | - | - | -- | -- | ---- | -------------------- |
| 1    | Croacia  | 24   | 10 | 7 | 3 | 0 | 21 | 5  | +16  | Copa Mundial de 2006 |
| 2    | Suecia   | 24   | 10 | 8 | 0 | 2 | 30 | 4  | +26  | Copa Mundial de 2006 |
| 3    | Bulgaria | 15   | 10 | 4 | 3 | 3 | 17 | 17 | 0    |                      |
| 4    | Hungría  | 14   | 10 | 4 | 2 | 4 | 13 | 14 | −1   |                      |
| 5    | Islandia | 4    | 10 | 1 | 1 | 8 | 14 | 27 | −13  |                      |
| 6    | Malta    | 3    | 10 | 0 | 3 | 7 | 4  | 32 | −28  |                      |

 Fuente: [cita requerida]
Notas:
1. 1 2  Croacia obtuvo el primer lugar sobre Suecia por mayor resultado global entre ambos equipos (dos victorias para Croacia).

| Fecha                   | Lugar      |          |                      | Resultado |                      |          |
| ----------------------- | ---------- | -------- | -------------------- | --------- | -------------------- | -------- |
| 4 de septiembre de 2004 | Reikiavik  | Islandia | Bandera de Islandia. | 1:3 (0:1) | Bandera de Bulgaria. | Bulgaria |
| 4 de septiembre de 2004 | Zagreb     | Croacia  | Bandera de Croacia.  | 3:0 (1:0) | Bandera de Hungría.  | Hungría  |
| 4 de septiembre de 2004 | La Valeta  | Malta    | Bandera de Malta.    | 0:7 (0:3) | Bandera de Suecia.   | Suecia   |
| 8 de septiembre de 2004 | Gotemburgo | Suecia   | Bandera de Suecia.   | 0:1 (0:1) | Bandera de Croacia.  | Croacia  |
| 8 de septiembre de 2004 | Budapest   | Hungría  | Bandera de Hungría.  | 3:2 (0:1) | Bandera de Islandia. | Islandia |
| 9 de octubre de 2004    | Estocolmo  | Suecia   | Bandera de Suecia.   | 3:0 (1:0) | Bandera de Hungría.  | Hungría  |
| 9 de octubre de 2004    | La Valeta  | Malta    | Bandera de Malta.    | 0:0       | Bandera de Islandia. | Islandia |
| 9 de octubre de 2004    | Zagreb     | Croacia  | Bandera de Croacia.  | 2:2 (2:0) | Bandera de Bulgaria. | Bulgaria |
| 13 de octubre de 2004   | Sofía      | Bulgaria | Bandera de Bulgaria. | 4:1 (1:1) | Bandera de Malta.    | Malta    |
| 13 de octubre de 2004   | Reikiavik  | Islandia | Bandera de Islandia. | 1:4 (0:4) | Bandera de Suecia.   | Suecia   |
| 17 de noviembre de 2004 | Ta' Qali   | Malta    | Bandera de Malta.    | 0:2 (0:1) | Bandera de Hungría.  | Hungría  |
| 26 de marzo de 2005     | Sofía      | Bulgaria | Bandera de Bulgaria. | 0:3 (0:1) | Bandera de Suecia.   | Suecia   |
| 26 de marzo de 2005     | Zagreb     | Croacia  | Bandera de Croacia.  | 4:0 (1:0) | Bandera de Islandia. | Islandia |
| 30 de marzo de 2005     | Zagreb     | Croacia  | Bandera de Croacia.  | 3:0 (2:0) | Bandera de Malta.    | Malta    |
| 30 de marzo de 2005     | Budapest   | Hungría  | Bandera de Hungría.  | 1:1 (0:0) | Bandera de Bulgaria. | Bulgaria |
| 4 de junio de 2005      | Sofía      | Bulgaria | Bandera de Bulgaria. | 1:3 (0:1) | Bandera de Croacia.  | Croacia  |
| 4 de junio de 2005      | Reikiavik  | Islandia | Bandera de Islandia. | 2:3 (1:1) | Bandera de Hungría.  | Hungría  |
| 4 de junio de 2005      | Gotemburgo | Suecia   | Bandera de Suecia.   | 6:0 (4:0) | Bandera de Malta.    | Malta    |
| 8 de junio de 2005      | Reikiavik  | Islandia | Bandera de Islandia. | 4:1 (2:0) | Bandera de Malta.    | Malta    |
| 3 de septiembre de 2005 | Budapest   | Hungría  | Bandera de Hungría.  | 4:0 (1:0) | Bandera de Malta.    | Malta    |
| 3 de septiembre de 2005 | Reikiavik  | Islandia | Bandera de Islandia. | 1:3 (1:0) | Bandera de Croacia.  | Croacia  |
| 3 de septiembre de 2005 | Estocolmo  | Suecia   | Bandera de Suecia.   | 3:0 (0:0) | Bandera de Bulgaria. | Bulgaria |
| 7 de septiembre de 2005 | Ta' Qali   | Malta    | Bandera de Malta.    | 1:1 (0:1) | Bandera de Croacia.  | Croacia  |
| 7 de septiembre de 2005 | Sofía      | Bulgaria | Bandera de Bulgaria. | 3:2 (1:2) | Bandera de Islandia. | Islandia |
| 7 de septiembre de 2005 | Budapest   | Hungría  | Bandera de Hungría.  | 0:1 (0:0) | Bandera de Suecia.   | Suecia   |
| 8 de octubre de 2005    | Zagreb     | Croacia  | Bandera de Croacia.  | 1:0 (0:0) | Bandera de Suecia.   | Suecia   |
| 8 de octubre de 2005    | Sofía      | Bulgaria | Bandera de Bulgaria. | 2:0 (1:0) | Bandera de Hungría.  | Hungría  |
| 12 de octubre de 2005   | Ta' Qali   | Malta    | Bandera de Malta.    | 1:1 (0:0) | Bandera de Bulgaria. | Bulgaria |
| 12 de octubre de 2005   | Estocolmo  | Suecia   | Bandera de Suecia.   | 3:1 (2:1) | Bandera de Islandia. | Islandia |
| 12 de octubre de 2005   | Budapest   | Hungría  | Bandera de Hungría.  | 0:0       | Bandera de Croacia.  | Croacia  |

## Segundos lugares
Los dos mejores segundos obtuvieron dos plazas directas a la Copa Mundial de Fútbol. Para esto, se diseñó una tabla de los equipos que obtuvieron el segundo lugar en su grupo, ordenados por puntos obtenidos. En caso de igualdades en este parámetro se utilizan los siguientes en orden sucesivo en caso de haber más igualdades estadísticas: mayor diferencia de goles, mayor número de goles marcados y menor puntaje de juego limpio (1 punto por tarjeta amarilla o suspensión de un partido; 2 puntos por tarjeta roja). Los equipos representantes de los grupos 1, 2 y 3 no incluyen los partidos con los equipos ubicados en el séptimo lugar de su tabla, como una forma de mantener las proporciones en las estadísticas entre equipos que han jugado mayor o menor número de partidos.
Los dos equipos posicionados en los dos primeros lugares de esta tabla clasificaron directamente a Alemania 2006. Los seis equipos restantes participaron en la repesca
| Pos. | Grp. | Equipo          | Pts. | PJ | G | E | P | GF | GC | Dif. | Clasificación        |
| ---- | ---- | --------------- | ---- | -- | - | - | - | -- | -- | ---- | -------------------- |
| 1    | 8    | Suecia          | 24   | 10 | 8 | 0 | 2 | 30 | 4  | +26  | Copa Mundial de 2006 |
| 2    | 6    | Polonia         | 24   | 10 | 8 | 0 | 2 | 27 | 9  | +18  | Copa Mundial de 2006 |
| 3    | 1    | República Checa | 21   | 10 | 7 | 0 | 3 | 23 | 11 | +12  | Play-offs            |
| 4    | 7    | España          | 20   | 10 | 5 | 5 | 0 | 19 | 3  | +16  | Play-offs            |
| 5    | 4    | Suiza           | 18   | 10 | 4 | 6 | 0 | 18 | 7  | +11  | Play-offs            |
| 6    | 5    | Noruega         | 18   | 10 | 5 | 3 | 2 | 12 | 7  | +5   | Play-offs            |
| 7    | 3    | Eslovaquia      | 17   | 10 | 4 | 5 | 1 | 17 | 7  | +10  | Play-offs            |
| 8    | 2    | Turquía         | 17   | 10 | 4 | 5 | 1 | 13 | 9  | +4   | Play-offs            |

## Repesca
Los seis equipos que obtuvieron el segundo lugar y no se clasificaron directamente, serán clasificados en 3 parejas y se enfrentarán en partidos de ida y vuelta. Los tres ganadores se clasificarán a la ronda final de la Copa Mundial. El sorteo de las parejas que se enfrentaron fue realizado el 14 de octubre de 2005, en la Casa de la FIFA, en Zúrich, Suiza.
- Grupo 1:  República Checa
- Grupo 2:  Turquía
- Grupo 3:  Eslovaquia
- Grupo 4:  Suiza
- Grupo 5:  Noruega
- Grupo 7:  España

| 12 de noviembre de 2005 | España                                                        | 5:1 (2:0) | Eslovaquia | Estadio Vicente Calderón, Madrid                                       |                                                                        |
|                         | Luis García 10', 18', 74' · Torres 65' (pen.) · Morientes 79' |           | Nemeth 49' | Asistencia: 47.210 espectadores Árbitro(s): Massimo de Santos (Italia) | Asistencia: 47.210 espectadores Árbitro(s): Massimo de Santos (Italia) |

| 16 de noviembre de 2005      | Eslovaquia  | 1:1 (0:0) | España    | Tehelné Pole, Bratislava                                          |                                                                   |
|                              | Holosko 50' |           | Villa 70' | Asistencia: 23.587 espectadores Árbitro(s): Markus Merk (Austria) | Asistencia: 23.587 espectadores Árbitro(s): Markus Merk (Austria) |
| España gana la serie por 6-2 |             |           |           |                                                                   |                                                                   |

| 12 de noviembre de 2005 | Suiza                      | 2:0 (1:0) | Turquía | Stade de Suisse, Berna                                                |                                                                       |
|                         | Senderos 41' · Behrami 86' |           |         | Asistencia: 31.130 espectadores Árbitro(s): Lubos Michel (Eslovaquia) | Asistencia: 31.130 espectadores Árbitro(s): Lubos Michel (Eslovaquia) |

| 16 de noviembre de 2005                                                       | Turquía                               | 4:2 (2:1) | Suiza                         | Estadio Sükrü Saracoglu, Estambul                                        |                                                                          |
|                                                                               | Şanlı 22', 36', 89' · Ateş 52' (pen.) |           | Frei 1' (pen.) · Streller 84' | Asistencia: 42.000 espectadores Árbitro(s): Frank de Bleckeere (Bélgica) | Asistencia: 42.000 espectadores Árbitro(s): Frank de Bleckeere (Bélgica) |
| Suiza pasa a la fase final por mayor número de goles marcados como visitante. |                                       |           |                               |                                                                          |                                                                          |

| 12 de noviembre de 2005 | Noruega | 0:1 (0:1) | República Checa | Ullevaal, Oslo                                                      |                                                                     |
|                         |         |           | Šmicer 31'      | Asistencia: 24.264 espectadores Árbitro(s): Massimo Busacca (Suiza) | Asistencia: 24.264 espectadores Árbitro(s): Massimo Busacca (Suiza) |

| 16 de noviembre de 2005           | República Checa | 1:0 (1:0) | Noruega | Toyota Arena, Praga                                                  |                                                                      |
|                                   | Rosický 35'     |           |         | Asistencia: 17.464 espectadores Árbitro(s): Graham Poll (Inglaterra) | Asistencia: 17.464 espectadores Árbitro(s): Graham Poll (Inglaterra) |
| República Checa gana la serie 2-0 |                 |           |         |                                                                      |                                                                      |

## Clasificados
| Bandera de Alemania | Bandera de Croacia  | Bandera de España          | Bandera de Francia             | Bandera de Inglaterra | Bandera de Italia | Bandera de los Países Bajos |
| Alemania Anfitrión  | Croacia             | España                     | Francia                        | Inglaterra            | Italia            | Países Bajos                |
| Bandera de Polonia  | Bandera de Portugal | Bandera de República Checa | Bandera de Serbia y Montenegro | Bandera de Suecia     | Bandera de Suiza  | Bandera de Ucrania          |
| Polonia             | Portugal            | República Checa            | Serbia y Montenegro            | Suecia                | Suiza             | Ucrania                     |
| ------------------- | ------------------- | -------------------------- | ------------------------------ | --------------------- | ----------------- | --------------------------- |